# Texas Archive War

Angelina-Eberly-Denkmal in Austin, Texas

Der Texas Archive War (Texanischer Archivkrieg) war ein Konflikt in der Republik Texas im Jahr 1842, der sich um die geplante Verlegung des texanischen Nationalarchivs aus der Hauptstadt Austin nach Houston drehte. Letztlich ging es in dem Konflikt um die Bemühungen Sam Houstons, Houston zur Hauptstadt von Texas zu machen.

## Hintergrund

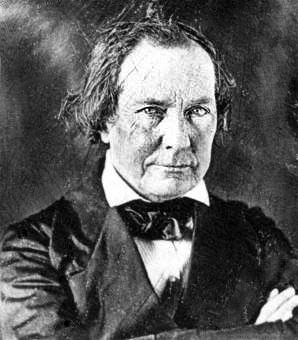
Unter Präsident Mirabeau B. Lamar wurde Austin Hauptstadt.

Im Texanischen Unabhängigkeitskrieg wechselte die provisorische texanische Regierung ständig aus militärischen Gründen ihren Sitz. Auch die Regierungsakten wechselten dabei jeweils ihren Standort. Mit der Gründung der Republik Texas wurde im April 1836 zunächst Columbia zur Hauptstadt und zum Sitz des Nationalarchivs. 1837 wurde die Hauptstadt nach Houston verlegt, und auch das Nationalarchiv zog dorthin um. 1839 wurde Mirabeau B. Lamar zum Präsidenten von Texas gewählt. Unter seinem Einfluss beschloss der texanische Kongress, eine Planstadt als Regierungssitz zu errichten. Diese neue Stadt Austin lag direkt an der „Frontier“, in der Nähe verschiedener feindlicher Stämme amerikanischer Ureinwohner und ohne aussichtsreiche Möglichkeiten der Versorgung mit Gütern. Die Befürworter des Umzugs argumentierten jedoch damit, dass Austin zum Bevölkerungsmittelpunkt von Texas werde, sobald der Rest des Lands besiedelt würde. Die Opposition unter dem ehemaligen Präsidenten Sam Houston wollte den Regierungssitz in der viel weiter entwickelten Stadt Houston beibehalten, der auch der damaligen tatsächlichen Bevölkerungsverteilung in Texas viel eher entsprach.
Das Nationalarchiv wurde vom 26. August bis zum 14. Oktober 1839 nach Austin verlegt. Für den Umzug waren fünfzig Fuhrwerke notwendig. Kurz darauf, am 17. Oktober 1839, kamen Lamar und sein Kabinett in Austin an. In den nächsten Jahren gelangen den Komantschen mehrere Überraschungsangriffe in der Nähe von Austin. Für die Redaktion der Houstoner Tageszeitung Morning Star bewiesen diese Überfälle, dass Hauptstadt und Archiv nach Houston zurückkehren sollten.
Sam Houston wurde im September 1841 erneut zum Präsidenten gewählt. Aufgrund der überwältigenden Mehrheit, die er erringen konnte, sah er sich berechtigt, auch in der Hauptstadtfrage seine Ansicht durchzusetzen und die Hauptstadt nach Houston zurückzuverlegen. Der Kongress lehnte das jedoch immer wieder ab.

## Auftakt

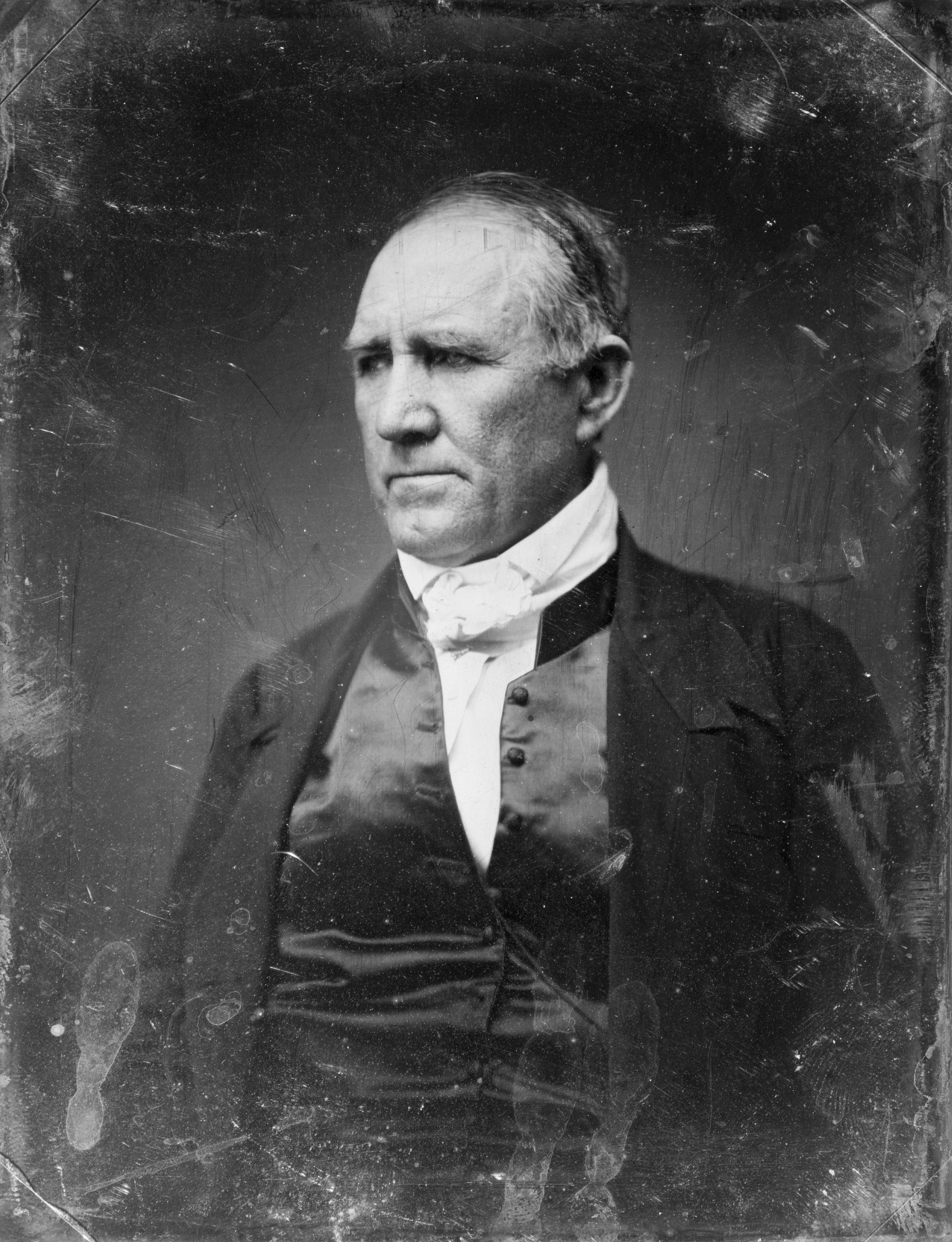
Präsident Sam Houston unterstützte den Umzug des Archives nach Houston.

Der Kongress schloss seine Sitzungsperiode im Februar 1842 ab. Im nächsten Monat marschierten mexikanische Truppen unter General Rafael Vásquez in Texas ein. Am 5. März 1842 lagerten bereits über 1.000 mexikanische Soldaten in San Antonio. Einige Tage später empfahl ein Bürgerwehrkommittee in Austin die Verhängung des Kriegsrechts und befahl den Einwohnern, die Stadt zu verlassen. Nur wenige Bürger verblieben in Austin, und auch Präsident Houston reiste in Richtung Houston ab.
Vásquez und seine Truppen zogen sich nach einigen Tagen zurück, wovon Sam Houston womöglich noch nichts wusste, als er am 10. März den Kriegsminister George W. Hockley damit beauftragte, das Archiv nach Houston zu verlegen. Zur Begründung zitierte er die texanische Verfassung, die zu Kriegszeiten die Verlegung des Regierungssitzes im Notfall ausdrücklich erlaubte.
Oberst Henry Jones, der militärische Befehlshaber von Austin, rief eine Runde von Bürgern zusammen, um Houstons Befehl zu besprechen. Die Austiner Bürger sahen ihre Stadt als sicher an und beklagten sich darüber, dass Houstons Abreise das Vertrauen in die Stadt beschädigt und ihren Grund- und Hausbesitz entwertet habe. Am 16. März beschloss die Bürgerwehr, dass ein Wegzug des Archivs ungesetzlich sei. Sie schufen eine Polizeitruppe in Bastrop, die jedes Fuhrwerk durchsuchen und jede dabei gefundene Regierungsakte beschlagnahmen sollte. Sam Houstons Privatsekretär W. D. Miller schrieb ihm, dass die Einwohner von Austin „ihr Gewehre viel eher zur Verhinderung dieses Umzugs als zum Kampf gegen Mexikaner erheben“ würden. Zur Lösung des Problems berief der Präsident den Kongress zu einer Sondersitzung am 27. Juni 1842 in Houston ein. Der Kongress beschloss dort jedoch keine Maßnahmen zur Verlegung der Hauptstadt.

## Der Höhepunkt des Konflikts
Im September 1842 marschierten unter General Adrián Woll erneut mexikanische Soldaten in Texas ein und eroberten wiederum vorübergehend die Stadt San Antonio. Houston berief den Siebten Texanischen Kongress in Washington-on-the-Brazos ein. In seiner einleitenden Rede forderte Houston den Kongress dazu auf, die Verlegung des Archivs auch gegen den Willen der „aufrührerischen“ Bewohner Austins zu unterstützen, und beteuerte, dass es über die Korrektheit und Notwendigkeit dieser Maßnahme keinerlei berechtigten Zweifel geben könne. Ein in diesem Sinne verfasster Gesetzentwurf des Senators Greer vom 8. Dezember wurde jedoch nicht angenommen, nachdem Senatspräsident Edward Burleson, der Sam Houston nicht mochte, nach einem Patt die entscheidende ablehnende Stimme abgab. Davon unbeeindruckt brachte Greer am 10. Dezember einen weiteren Gesetzentwurf ein, dieses Mal zur Verlegung des General Land Office, das die Verteilung des Landes unter die weißen Siedler vornahm. Den Namen der Stadt, in die das Amt verlegt werden sollte, ließ er dabei offen, so dass sich eine wochenlange Debatte über den künftigen Sitz dieser wichtigen Behörde entspann.
Am 10. Dezember betraute Houston zwei Offiziere mit dem Geheimauftrag, das Nationalarchiv nach Washington-on-the-Brazos zu verlegen. Houston schrieb, dass es täglich wichtiger werde, die öffentlichen Archive und Regierungsakten aus ihrer gegenwärtigen Gefahr in Austin zu befreien und an einen sicheren Ort zu bringen. Wenn sie dort verblieben, würden sie unweigerlich bald zerstört werden. Oberst Thomas I. Smith und Hauptmann Eli Chandler sollten unter dem Vorwand eines Angriffs gegen Indianer eine kleine Truppe aufstellen und mit ihr kurzerhand das Archiv sichern und überführen.
Smith kam mit über 20 Soldaten und drei Fuhrwerken am Morgen des 30. Dezembers 1842 in Austin an. Sie hatten ihre Fuhrwerke schon fast ganz mit Akten beladen, als sie von Angelina Eberly, der Eigentümerin eines nahegelegenen Fremdenheims, bemerkt wurden. Eberly lief zur Congress Avenue, in der eine Haubitze stand, und feuerte die Kanone ab. Dabei wurde das General Land Office beschädigt, es gab jedoch keinen bedeutenden Sachschaden, und niemand wurde verletzt.
Smith und seine Soldaten verließen die Stadt schleunigst in Richtung Nordosten, um den Kontrollen an der Straße durch Bastrop zu entgehen. Sie wurden von zwei Beamten des General Land Office begleitet, die verhindern sollten, dass Akten der Behörde beschädigt oder verändert werden. Der Transport kam nur schleppend voran, zumal ein Regenguss die Straßen für die ohnehin langsamen Ochsenkarren fast unpassierbar machte. Die Truppe kam am ersten Tag nur bis zum etwa 30 km entfernten Kinney’s Fort am Bushy Creek, wo sie ihr Nachtlager aufschlug.
In Austin hatte inzwischen Hauptmann Mark Lewis eine Truppe aufgestellt, um das Archiv zurückzuholen. Obwohl seine Leute teilweise nicht einmal ein Pferd besaßen und wenig oder gar nicht bewaffnet waren, kamen sie noch in der gleichen Nacht in Kinney’s Fort an. Da Smith keine Wachen aufgestellt hatte, blieben die Verfolger dort unbemerkt. Am Morgen des 31. Dezember kamen die Akten nach Austin zurück – ob Smiths Soldaten sie zurückbrachten oder ob die Austiner Gruppe die Akten beschlagnahmte und zurücktransportierte, bleibt ungewiss.

## Nachwirkungen
Das texanische Repräsentantenhaus stellte einen Untersuchungsausschuss auf, der sich mit dem vereitelten Versuch der Archivverlegung beschäftigte. Der Ausschuss rügte Präsident Houston für seinen Versuch, die Hauptstadt ohne Zustimmung des Kongresses von Austin wegzuverlegen. Ein Senatsausschuss kam zwar nicht zu einer Übereinstimmung für Austin als Hauptstadt, sprach Houston aber die Rechtsgrundlage für die Archivverlegung ab, da die Stadt nicht unmittelbar bedroht gewesen sei. 1843 beschloss der Senat, dass das Archiv verlegt werden solle, solange kein Frieden mit Mexiko herrsche. Erneut kam es zu einem Patt, aber Burleson gab seine entscheidende Stimme dieses Mal zugunsten des Gesetzes ab. Das Repräsentantenhaus wies das Gesetz allerdings zurück.
Der Senat beschloss außerdem eine Resolution, in der Sam Houston empfohlen wurde, die Regierungsbehörden nach Austin zurückzuverlegen. Gleichwohl verblieben der Kongress und die Regierungsbehörden in Washington-on-the-Brazos, und auch neue Regierungsakten wurden dort aufbewahrt. Der frühere Präsident Lamar erhielt im März 1843 einen Brief, in dem die Stadt Austin als fast ausgestorben beschrieben wurde – die meisten Geschäfte seien geschlossen, aber das Archiv sei immer noch vor Ort.
Am 4. Juli 1845 tagte in Austin eine Versammlung, die den Anschluss von Texas an die Vereinigten Staaten vorbereitete. Zu dieser Zeit wurden die in Washington-on-the-Brazos entstandenen neuen Regierungsakten nach Austin verlegt, wodurch ein einheitliches Nationalarchiv an einem Ort entstand.
In der Innenstadt von Austin wurde 2004 ein Denkmal für Angelina Eberly errichtet. Die Statue wurde vom Karikaturisten Pat Oliphant geschaffen und zeigt Eberly, wie sie die Kanone abfeuert. Das Denkmal steht genau am Schauplatz des historischen Ereignisses.